# Europees kampioenschap basketbal mannen 1939
Eurobasket 1939 is het derde gehouden Europees Kampioenschap basketbal. Eurobasket 1939 werd georganiseerd door FIBA Europe. Acht landen die ingeschreven waren bij de FIBA, namen deel aan het toernooi dat gehouden werd in 1939 te Kaunas, Litouwen. Het gastland, Litouwen, werd de uiteindelijke winnaar.

## Resultaten
Het toernooi werd voor het eerst in competitievorm gehouden. De acht landen speelden elk één keer tegen elkaar. Het land met de meeste punten mocht zich winnaar van Eurobasket 1939 noemen.

### Eindklassement
| Plaats | Land      | Ges. | W | V | PV  | PT  | Verschil |
| ------ | --------- | ---- | - | - | --- | --- | -------- |
| 1      | Litouwen  | 14   | 7 | 0 | 396 | 137 | +259     |
| 2      | Letland   | 12   | 5 | 2 | 353 | 163 | +190     |
| 3      | Polen     | 12   | 5 | 2 | 242 | 216 | +26      |
| 4      | Frankrijk | 11   | 4 | 3 | 265 | 216 | +49      |
| 5      | Estland   | 11   | 4 | 3 | 286 | 167 | +119     |
| 6      | Italië    | 9    | 2 | 5 | 225 | 216 | +9       |
| 7      | Hongarije | 8    | 1 | 6 | 162 | 343 | -181     |
| 8      | Finland   | 7    | 0 | 7 | 70  | 541 | -471     |

### Wedstrijden
| Frankrijk | 76 - 11 | Finland   |
| Polen     | 35 - 31 | Estland   |
| Italië    | 39 - 21 | Hongarije |
| Litouwen  | 37 - 36 | Letland   |
| Polen     | 38 - 36 | Frankrijk |
| Italië    | 63 - 13 | Finland   |
| Litouwen  | 33 - 14 | Estland   |
| Letland   | 58 - 24 | Hongarije |
| Frankrijk | 31 - 24 | Italië    |
| Litouwen  | 46 - 18 | Polen     |
| Letland   | 108 - 7 | Finland   |
| Estland   | 64 - 18 | Hongarije |
| Estland   | 91 - 1  | Finland   |
| Polen     | 42 - 20 | Hongarije |
| Letland   | 38 - 23 | Italië    |
| Litouwen  | 48 - 18 | Frankrijk |
| Letland   | 45 - 26 | Frankrijk |
| Litouwen  | 79 - 15 | Hongarije |
| Estland   | 29 - 22 | Italië    |
| Polen     | 46 - 13 | Finland   |
| Polen     | 43 - 27 | Italië    |
| Frankrijk | 45 - 19 | Hongarije |
| Litouwen  | 112 - 9 | Finland   |
| Estland   | 26 - 25 | Letland   |
| Litouwen  | 41 - 27 | Italië    |
| Hongarije | 45 - 16 | Finland   |
| Frankrijk | 33 - 31 | Estland   |
| Letland   | 43 - 20 | Polen     |

| Eurobasket 1939 winnaar |
| ----------------------- |
| Litouwen Tweede titel   |